# 富陵県
富陵県（ふりょう-けん）は中華人民共和国淮安市にかつて存在した県。現在の洪沢区北西部に相当する。

## 歴史
漢朝により設置され、南北朝時代、北斉により廃止された。